# تاحريشت
تاحريشت أو أمرعاض (بالأمازيغية: ⴰⵃⵔⵉⵛ) هي أكلة أمازيغية مغربية تنتشر في الأطلس المتوسط وبالأخص بٳقليم خنيفرة.